# Palín (juego)

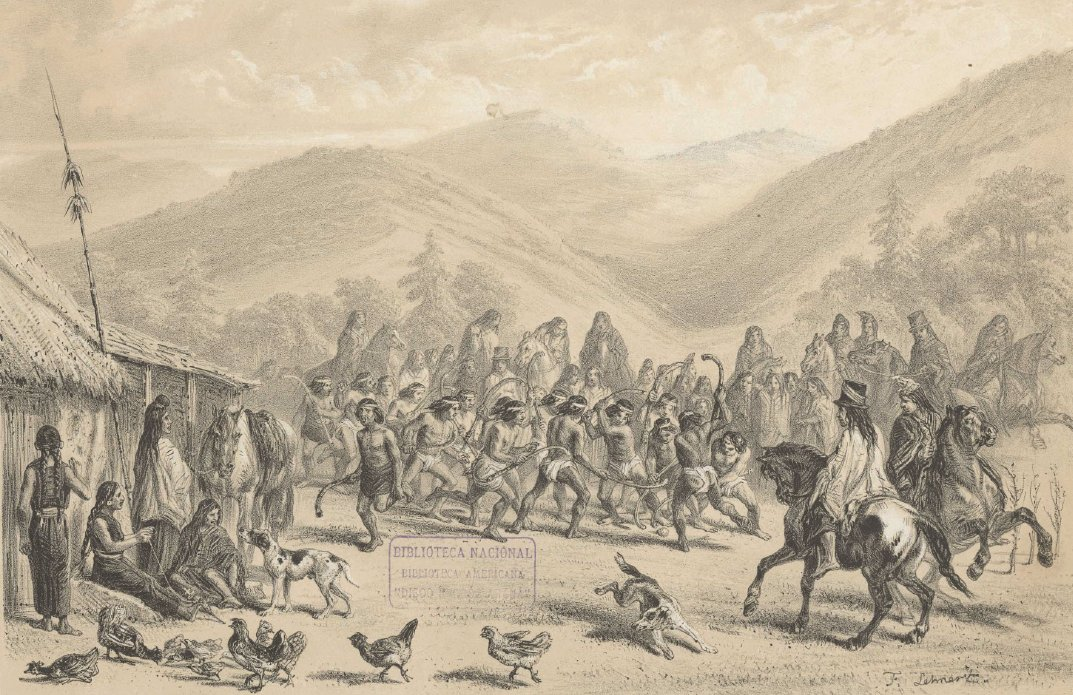
Juego de palín, por Claudio Gay (1854).

El palín (del mapudungun: palin ‘pelotear’) o juego de la chueca es una actividad tradicional mapuche con fines religiosos o deportivos que guarda cierta semejanza con el juego español de la chueca y es un antecesor del deporte global hockey sobre césped, creado en el siglo XIX. Es reconocido como el principal deporte indígena de Sudamérica.

## Historia

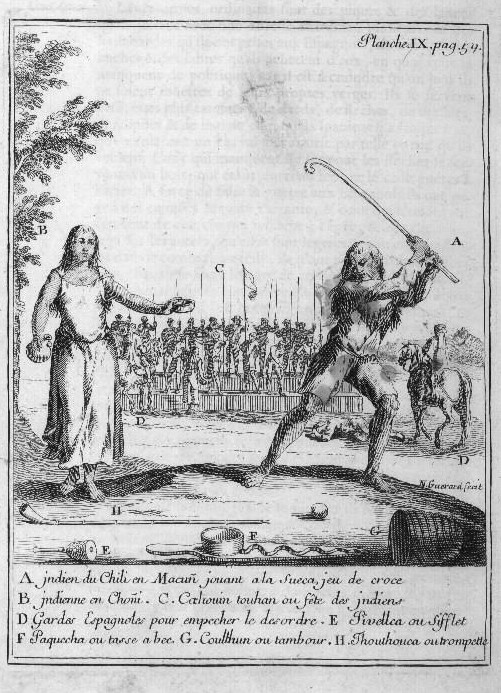
Ilustración de "Relation du voyage de la mer du Sud aux côtes du Chili et du Pérou fait pendant les années 1712, 1713, et 1714" de Amédée François Frézier publicado en 1716.

## El origen autóctono
En el siglo XIX Barros Arana sostuvo la teoría de que el palín habría sido introducido en Chile por los conquistadores españoles, basado en la existencia de la chueca, un antiguo juego popular de los labradores de Castilla, que todavía se practica en algunos pueblos de esa región. De hecho, todavía en fechas recientes es posible encontrar autores españoles que confunden ambos juegos (el castellano y el mapuche) como uno solo.
Pero, a la luz de la información disponible ahora, resulta mucho más exacto pensar que los españoles solo llamaron "chueca" al juego indígena en recuerdo de la competencia que ellos conocían en su propia tierra. Para esta conclusión bastaría considerar las notables diferencias entre las dinámicas de ambos juegos. O que, las crónicas coloniales tempranas, ya conocidas por Barros Arana, hablan de la enorme difusión y raigambre del palín mapuche entre la población de Chile. Sin contar que el palín era especialmente practicado en lo profundo del territorio indígena, que permaneció independientes del dominio español tanto como este duró en Chile. Así como que el juego tenía un rol central dentro de la cultura de la etnia: como ámbito social y preámbulo a consejos políticos, instrucción física de los jóvenes y simulacro guerrero. 
El golpe de gracia a la teoría de Barros Arana vendría con la publicación en 1966 de la crónica de Jerónimo de Vivar, conservada por azar en la Newberry Library (Illinois, EE. UU.). El manuscrito, que data 1558 y es obra de un testigo de la primera campaña española de conquista contra los mapuches (1550), dedica un capítulo a describir las costumbres indígenas. Allí Vivar señala que los mapuches eran a la llegada de los conquistadores "muy grandes jugadores de chueca". Sobra agregar que este pasaje es incluso anterior a la primera descripción sobre el juego español de la chueca, publicada recién en 1593.
Actualmente, los autores que estudian el palín lo consideran un juego mapuche autóctono de orígenes ancestrales. Incluso hay ensayistas que lo ubica dentro de una misma tradición americana de juegos de pelota, que habría evolucionado en sus diferentes variantes: maya, aymará y mapuche.

## Primeras informaciones
El palín se practicaba de diversas formas, como deporte altamente competitivo en los que se apostaba, como simulacro de guerra, para terminar conflictos entre comunidades, para convocar a una asamblea, o como un torneo e incluso durante las ceremonias funerarias en honor al difunto. Debido a la violencia en que a veces incurrían los jugadores o sus partidarios, las autoridades lo prohibieron a partir de 1626, aplicando severas sanciones.[cita requerida]

### Prohibido por la Iglesia católica

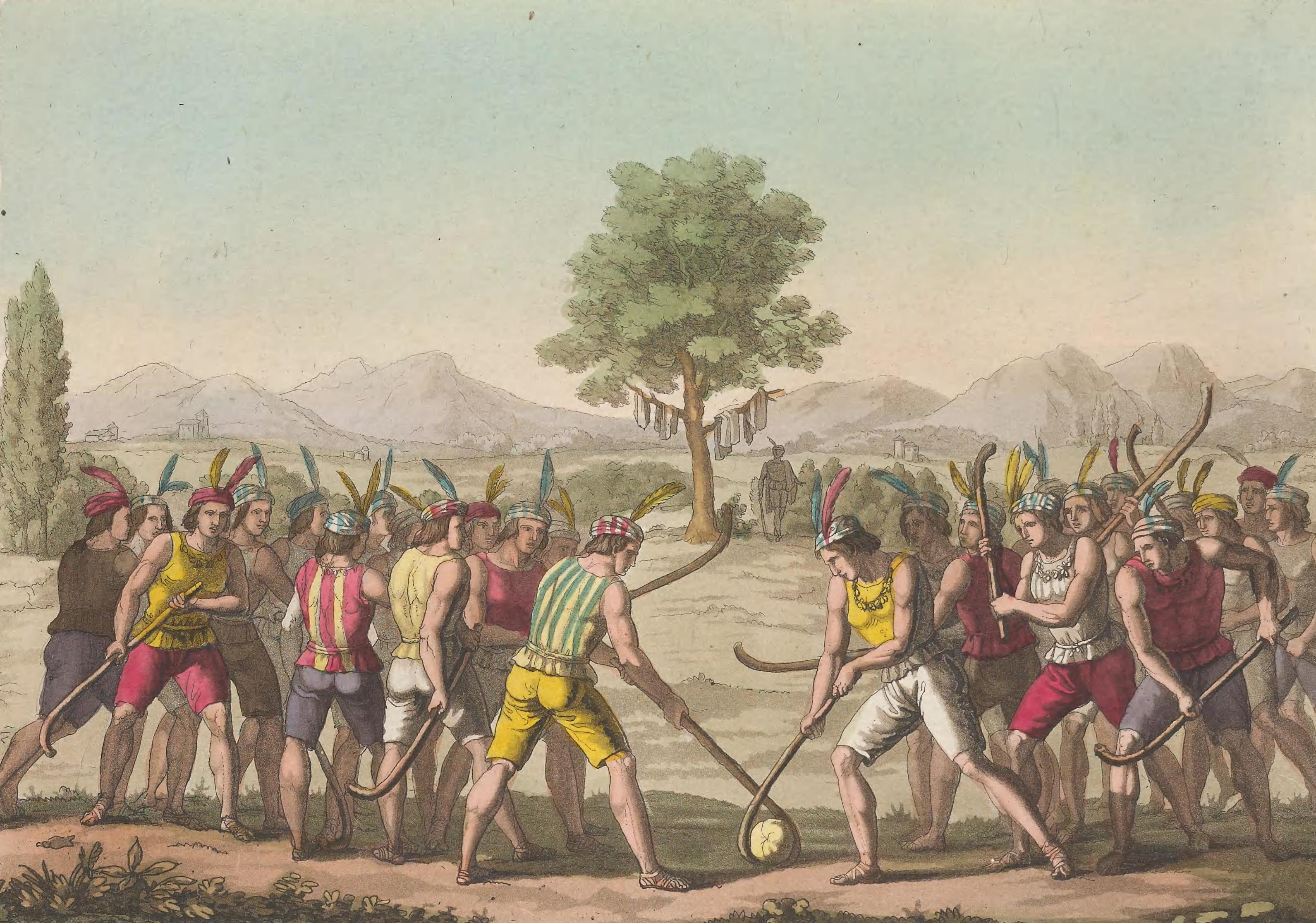
Le jeu de la Ciueca, por Giulio Ferrario ca. 1816.

En 1764 durante el sínodo de Santiago de Chile, presidido por el obispo Manuel de Alday, la iglesia denunciaba el palín como un juego que daba ocasión a la promiscuidad de sexos, pues lo jugaban tanto hombres como mujeres, habiéndose prohibido en el Sínodo de Santiago de Chile de 1688.  Sin embargo, a finales del siglo XIX, se practicaba aún desde Santiago hasta la Isla Grande de Chiloé.[cita requerida]

## Descripción

### Número de jugadores
Consiste en dos equipos de 5 a 15 jugadores cada uno. Cada equipo se distribuye en forma lineal a lo largo de la cancha, debiendo cada jugador (palife, "pelotero") quedar frente a su competidor (kon), con quien medirá su fuerza, habilidad y astucia. Será con quien compartirá la comida después del juego y a quien atenderá como una visita ilustre. Es la manera de fortalecer la relación entre las comunidades.

### Campo deportivo
Es una cancha rectangular (paliwe) de aproximadamente 200 de largo por 12 metros de ancho, en el cual hay un agujero en el centro del campo donde se coloca la bola antes de iniciar el partido.

### Implementos de juego
Los jugadores se disputan una bola llamada pali o fungul bola hecha de madera o de cuero con centro de lana, bien apretado.
Se utilizan unos bastones conocidos como wiño, de madera nativa, con curvatura natural. Pueden ser de boldo, avellano o meli.

### Finalidad del juego

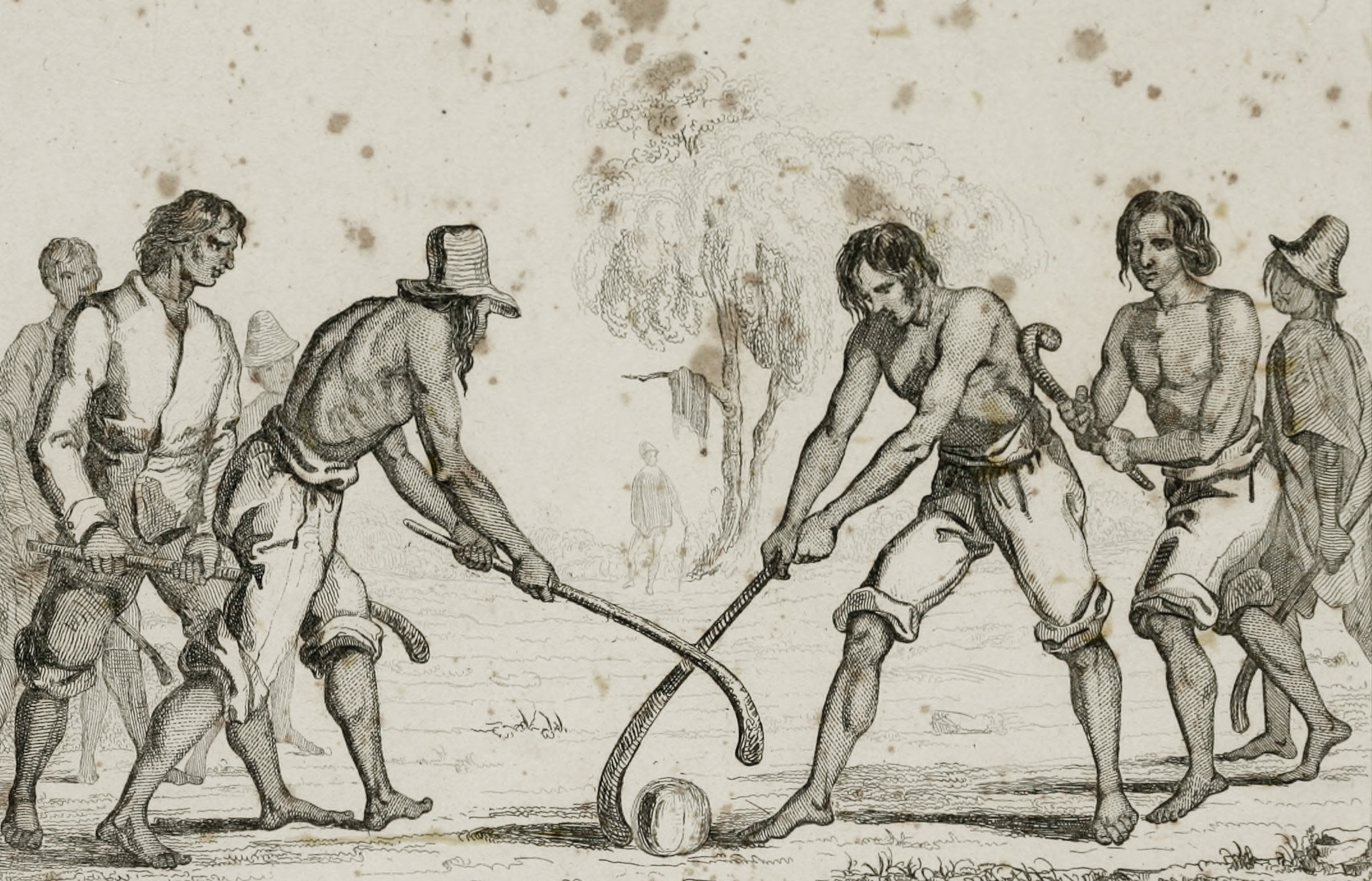
Juego de la chueca en 1839.

El objetivo es llevar esta pelota usando los bastones hacia una meta (tripalwe, "salida") que está simbolizada por la línea de fondo del equipo rival obteniendo un punto o tripal. 
El centro de la cancha está marcado por un hoyo desde donde la pelota es golpeada por el wiño y enviada al lado donde está el equipo propio, quien deberá sacarla de la raya o límite de fondo respectivo. 
Las maniobras consistían en golpear la bola a ras de suelo o en altura (witrulon), dominar la bola en el aire (malkotun) y el malkokantun que consistía en ir dominando la bola en el aire sin dejarla caer hasta pasársela a otro jugador.

### Funciones de los jugadores
Cada jugador de un equipo tiene una función específica en el juego según su posición en el campo, pero en general reciben el nombre de palife, kudefe ("jugador") y kona ("mocetón"), el jugador que dirige al equipo era conocido como Diñilfe y cumple una función similar al capitán de un equipo de fútbol.
Chañatufe: jugador con mayores habilidades

### Puntuación
El juego concluye en el momento en que uno de los dos equipos marca 4 puntos a 0.Un punto marcado se anula si el equipo rival marca uno a continuación.

## Actualidad
Hoy día el palín se practica tanto en Santiago como en algunas comunidades desde la provincia de Los Ángeles a la de Osorno, de preferencia en los meses de diciembre a marzo. En la provincia de Osorno se realizan torneos periódicos de palín desprovistos de contenido religioso y el año 2005 se realizó el primer campeonato de palín en Santiago, tras haber sido reconocido como deporte nacional por el gobierno chileno el 24 de junio de 2004, lo que permitió la gestación de clubes que accedieran a fondos públicos como se efectúa en otros deportes practicados en el país. Hoy existen más de 140 clubes en Chile.